# Wysoka (powiat wadowicki)
Wysoka is een dorp in het Poolse woiwodschap Klein-Polen, in het district Wadowicki. De plaats maakt deel uit van de gemeente Wadowice en telt 1833 inwoners.